# إيفان إيزكويردو
إيفان إيزكويردو (بالبرتغالية: Ivan Izquierdo‏) (بالإسبانية: Iván Izquierdo)‏ هو عالم أعصاب أرجنتيني وبرازيلي، ولد في 16 سبتمبر 1937 في بوينس آيرس في الأرجنتين.